# Пахача
Пахача́ (рос. Пахача) — річка в Росії, на Камчатці. Протікає територією Олюторського району Камчатського краю.
Довжина річки становить 270 км.
Річка починається на висоті понад 1500 м над рівнем моря, біля південного підніжжя Коряцького нагір'я. Протікає на південь, роблячи кілька поворотів, по широкій міжгірській заболоченій долині. Впадає до Олюторської затоки Берингового моря.
Русло широке, багато рукавів, стариць та річкових островів. В гирлі розбивається на кілька рукавів. Останні десятки км протікає паралельно морському узбережжю, головний рукав направлений на схід, до лиману Евекун, інший — на захід, до Пахачинського лиману. Живлення снігове та дощове.
Найбільші притоки:
- праві — Великий Вальин, Хаїнконколав, Пилговаям;
- ліві — Ечваям, Нгеюваям, Майнинигоргин, Майнитайниваям, Агваям.

В басейні знаходяться багато озер, найбільші — Потатгитгин, Кайгитгин, Зеркальне, Неююгитгин, Енгитгин, Мелінген, Примєтне, а також лимани Евекун та Пахачинський.
На річці розташовані села Середні Пахачі та Пахачі (в гирлі), а також покинуте село Верхні Пахачі.